# Prickskyttemärket
Prickskyttemärket (tyska Scharfschützenabzeichen) var en tysk militär utmärkelse för prickskyttar. Den instiftades den 20 augusti 1944.

## Klasser
- Första klass (utan bård) – 20 dödade fiender
- Andra klass (silverbård) – 40 dödade fiender
- Tredje klass (guldbård) – 60 dödade fiender

### Webbkällor
- ”Scharfschützenabzeichen” (på engelska). tracesofwar.com. https://www.tracesofwar.com/awards/104/Scharfsch%FCtzenabzeichen.htm. Läst 12 oktober 2014.
- ”Sniper's Badge” (på engelska). Axis History. Arkiverad från originalet den 12 oktober 2014. https://www.webcitation.org/6THCCKWaM?url=http://www.axishistory.com/axis-nations/8724-sniper-s-badge. Läst 12 oktober 2014.